# Кубок Боснії і Герцеговини з футболу 2010—2011
Кубок Боснії і Герцеговини з футболу 2010–2011 — 17-й розіграш кубкового футбольного турніру в Боснії і Герцеговині. Володарем кубку вчетверте став Желєзнічар.

## Календар
| Раунд       | Дата                            | Матчі | Клуби   |
| ----------- | ------------------------------- | ----- | ------- |
| 1/16 фіналу | 14-15 вересня 2010              | 16    | 32 → 16 |
| 1/8 фіналу  | 28-30 вересня/19-20 жовтня 2010 | 16    | 16 → 8  |
| 1/4 фіналу  | 3-4/10 листопада 2010           | 8     | 8 → 4   |
| 1/2 фіналу  | 16-30 березня/6 квітня 2011     | 4     | 4 → 2   |
| Фінал       | 28 квітня/25 травня 2011        | 2     | 2 → 1   |

## 1/16 фіналу
| Команда 1               | Рахунок        | Команда 2               |
| ----------------------- | -------------- | ----------------------- |
| 14 вересня 2010         |                |                         |
| Зриньські               | 3:1            | Будучност               |
| Желєзнічар              | 1:0            | Рудар (Прієдор)         |
| 15 вересня 2010         |                |                         |
| Широкі Брієг            | 6:0            | Сутьєска (Фоча) (2)     |
| Челік                   | 2:0            | Вележ                   |
| Сараєво                 | 2:1            | Слога (Ускоплє) (3)     |
| Славія                  | 3:1            | Єдинство (Біхач) (3)    |
| Пролетер (Теслич) (2)   | 0:0 (пен. 4:3) | Дрина (Зворник)         |
| Борац                   | 2:0            | ТОШК (Тешань) (3)       |
| Слобода (Нови Град) (2) | 1:0            | Ораш'є (2)              |
| Леотар                  | 1:0            | Звєзда                  |
| БСК (Баня-Лука) (2)     | 0:1            | Омладінац (Міоніца) (2) |
| Вітез (3)               | 0:1            | Олімпік (Сараєво)       |
| Травнік                 | 0:1            | Козара (2)              |
| Бранітель (3)           | 7:0            | Добой Істок (3)         |
| Босна (Сараєво) (3)     | 0:1            | Слобода (Тузла)         |
| УНІС (3)                | 2:1            | Модрича (2)             |

## 1/8 фіналу
| Команда 1                 | Заг. | Команда 2               | 1-й матч | 2-й матч |
| ------------------------- | ---- | ----------------------- | -------- | -------- |
| 28 вересня/19 жовтня 2010 |      |                         |          |          |
| Пролетер (Теслич) (2)     | 4:5  | Зриньські               | 4:2      | 0:3      |
| 29 вересня/20 жовтня 2010 |      |                         |          |          |
| Леотар                    | 1:2  | Бранітель (3)           | 1:1      | 0:1      |
| Сараєво                   | 7:2  | Слобода (Нови Град) (2) | 4:1      | 3:1      |
| Челік                     | 2:1  | Славія                  | 1:1      | 1:0      |
| Козара (2)                | 3:5  | Слобода (Тузла)         | 1:1      | 2:4      |
| Омладінац (Міоніца) (2)   | 2:4  | Широкі Брієг            | 2:0      | 0:4      |
| Борац                     | 0:3  | Желєзнічар              | 0:0      | 0:3      |
| 30 вересня/19 жовтня 2010 |      |                         |          |          |
| Олімпік (Сараєво)         | 7:2  | УНІС (3)                | 5:1      | 2:1      |

## 1/4 фіналу
| Команда 1           | Заг.         | Команда 2       | 1-й матч | 2-й матч |
| ------------------- | ------------ | --------------- | -------- | -------- |
| 3/10 листопада 2010 |              |                 |          |          |
| Зриньські           | 2:3          | Челік           | 2:0      | 0:3      |
| Сараєво             | 2:3          | Широкі Брієг    | 2:2      | 0:1      |
| 4/10 листопада 2010 |              |                 |          |          |
| Олімпік (Сараєво)   | 2:2 пен. 6:5 | Слобода (Тузла) | 1:1      | 1:1 дч   |
| Желєзнічар          | 9:0          | Бранітель (3)   | 6:0      | 3:0      |

## 1/2 фіналу
| Команда 1                | Заг.    | Команда 2         | 1-й матч | 2-й матч |
| ------------------------ | ------- | ----------------- | -------- | -------- |
| 16 березня/6 квітня 2011 |         |                   |          |          |
| Желєзнічар               | 1:1 (ч) | Широкі Брієг      | 0:0      | 1:1      |
| 30 березня/6 квітня 2011 |         |                   |          |          |
| Челік                    | 2:1     | Олімпік (Сараєво) | 1:0      | 1:1      |

## Фінал
| Команда 1                | Заг. | Команда 2 | 1-й матч | 2-й матч |
| ------------------------ | ---- | --------- | -------- | -------- |
| 28 квітня/25 травня 2011 |      |           |          |          |
| Желєзнічар               | 4:0  | Челік     | 1:0      | 3:0      |

### Перший матч
| 28 квітня 2011 20:30 (UTC+2) |

| Желєзнічар | 1:0      | Челік |
| ---------- | -------- | ----- |
| Зеба 1'    | Протокол |       |

| Стадіон «Грбавиця», Сараєво Глядачів: 7 000 Арбітр: Горан Параджик |

### Повторний матч
| 25 травня 2011 20:30 (UTC+2) |

| Челік | 0:3      | Желєзнічар                    |
| ----- | -------- | ----------------------------- |
|       | Протокол | Савич 12' Зеба 71' Станич 73' |

| Стадіон «Біліно Поле», Зениця Глядачів: 11 000 Арбітр: Мідхат Арнаутович |